# Atylosia
Atylosia là một chi thực vật có hoa trong họ Đậu.